# Tournoi de tennis de Glen Iris
Le tournoi de Glen Iris (Victoria, Australie) est un ancien tournoi de tennis féminin 
Six éditions de l'épreuve ont été organisées jusqu'en 1965. 
Avec deux succès chacune, Margaret Smith Court, Beverley Mance Rae et Lorraine Goghlan se partagent le record de victoires en simple.

## Palmarès dames

### Simple
| No | Date       | Nom et lieu du tournoi            | Catégorie | Dotation | Surface      | Vainqueure       | Finaliste        | Score         |         |
| -- | ---------- | --------------------------------- | --------- | -------- | ------------ | ---------------- | ---------------- | ------------- | ------- |
| 1  | 11-10-1959 | Glen Iris Invitational, Glen Iris |           | NC       | Gazon (ext.) | Lorraine Coghlan | Margaret Smith   | 6-2, 6-1      |         |
| 2  | 01-10-1960 | Glen Iris Invitational, Glen Iris |           | NC       | Gazon (ext.) | Beverley Rae     | Maureen McCalman | 6-2, 6-3      | Tableau |
| 3  | 09-10-1961 | Glen Iris Invitational, Glen Iris |           | NC       | Gazon (ext.) | Beverley Rae     | Judy Tegart      | 6-3, 6-2      |         |
| 4  | 08-10-1962 | Glen Iris Invitational, Glen Iris |           | NC       | Gazon (ext.) | Lorraine Coghlan | Beverley Rae     | 4-6, 6-3, 6-4 | Tableau |
| 5  | 03-10-1964 | Glen Iris Invitational, Glen Iris |           | NC       | Gazon (ext.) | Margaret Smith   | Kerry Melville   | 6-1, 6-0      | Tableau |
| 6  | 09-10-1965 | Glen Iris Invitational, Glen Iris |           | NC       | Gazon (ext.) | Margaret Smith   | Maureen Pratt    | 6-2, 6-0      | Tableau |

### Double
| No | Date       | Nom et lieu du tournoi           | Catégorie | Dotation | Surface      | Vainqueures                     | Finalistes                 | Score         |         |
| -- | ---------- | -------------------------------- | --------- | -------- | ------------ | ------------------------------- | -------------------------- | ------------- | ------- |
| 1  | 11-10-1959 | Glen Iris Invitational Glen Iris |           | NC       | Gazon (ext.) | Lorraine Coghlan Margaret Smith | Margo Rayson Judy Tegart   | 6-1, 4-6, 8-6 |         |
| 2  | 01-10-1960 | Glen Iris Invitational Glen Iris |           | NC       | Gazon (ext.) | Robin Lesh Beverley Rae         | Margo Rayson Loris Nichols | 8-6, 6-2      | Tableau |
| 3  | 08-10-1962 | Glen Iris Invitational Glen Iris |           | NC       | Gazon (ext.) | Beverley Rae Lorraine Coghlan   | Cheryl Begbie Ann Jenkins  | 7-5, 7-5      | Tableau |
| 4  | 09-10-1965 | Glen Iris Invitational Glen Iris |           | NC       | Gazon (ext.) | Barbara Jenkins Margaret Smith  | Mrs Barnett Fay Marriott   | 6-3, 7-5      | Tableau |